# Toftvägens radhusområde

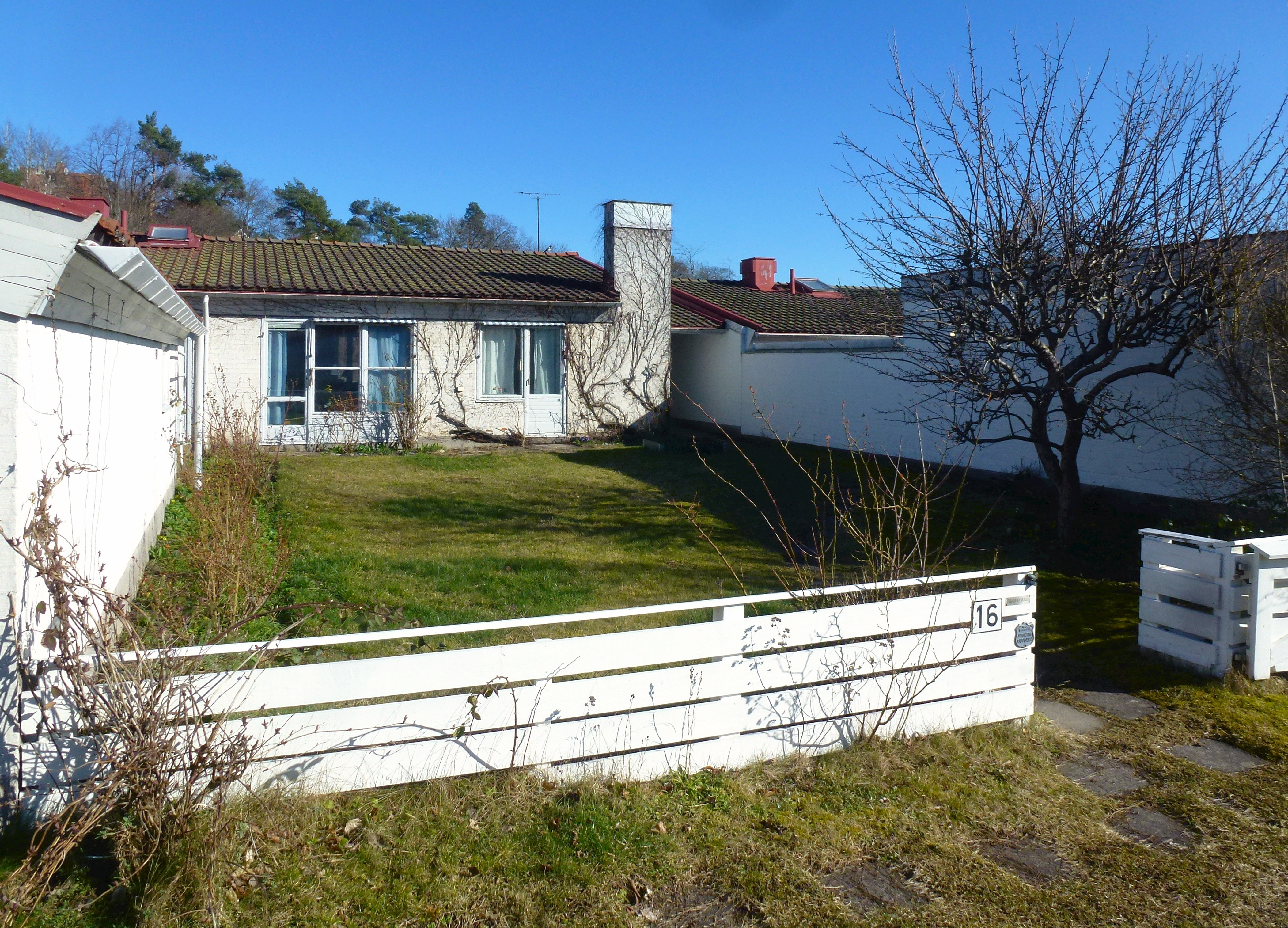
Toftvägens radhusområde, Toftvägen nr 16, mars 2020.

Toftvägens radhusområde är en kulturhistoriskt värdefull radhusbebyggelse på ömse sidor om Toftvägen strax söder om Bo gård i Lidingö kommun. Radhusen uppfördes 1962–1964 efter ritningar av arkitektkontoret Ancker-Gate-Lindegren. Husen är så gott som oförändrade sedan byggnadstiden och utgör en tidstypisk exponent för denna typ av bebyggelse. Området tillhör Lidingö stads ”kulturhistoriska miljöer” enligt kommunens översiktsplan från 27 maj 2002.

## Bakgrund
En stadsplan för området upprättades 1957 av arkitektkontoret Ancker-Gate-Lindegren under ledning av Bengt Gate. Stadsplanen omfattade Boo gård och dess närmaste omgivningar. Området gränsade i norr till Grönsta, i söder till Norra Kungsängen, i väster till Zetterbergsplatån och i öster till Kyrkvikens villaområde. Utöver Boo gårds huvudbyggnader var området i princip obebyggt. ”Med hänsyn till områdets karaktär” föreslog stadsplanen bebyggelse i form av friliggande villor, kedjehus och radhus. På Bo gårds gamla fruktträdgård, direkt söder om den gamla gårdsbebyggelsen, föreslog stadsplanen två radhuslängor med totalt 18 enheter som kom att ritas av Ancker-Gate-Lindegren. Mellan de båda kvarteren Toften och Spantet drogs Toftvägen som i sin tur nås från Grönstavägen.

## Bebyggelsen

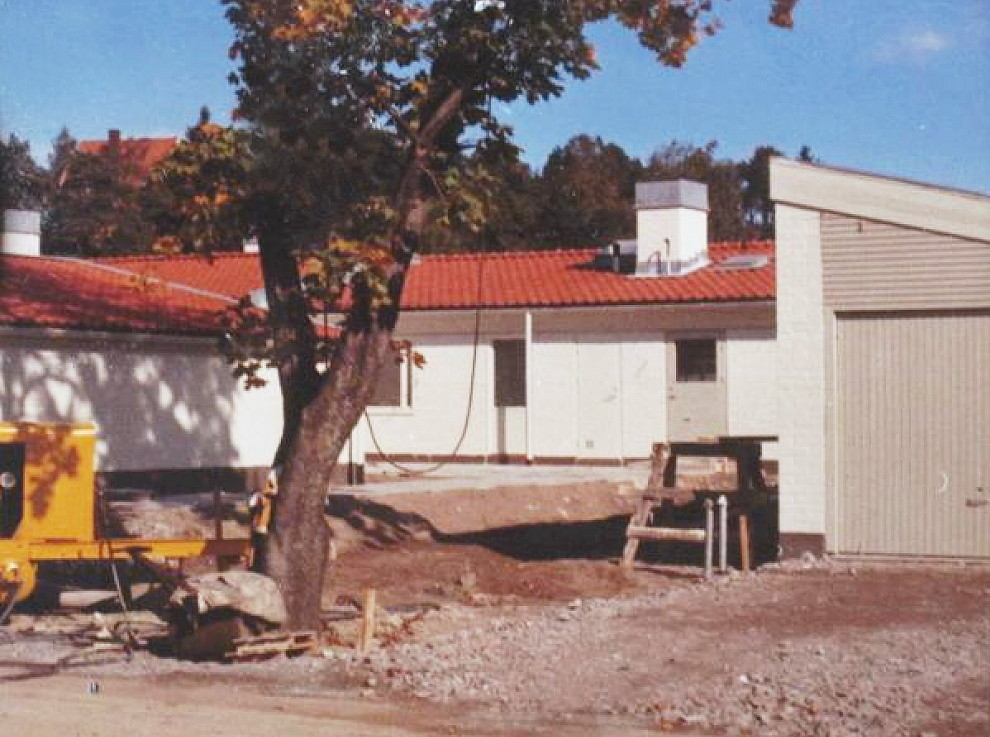
Toftvägen nr 6, byggarbeten 1964.

Byggherre var Trelag Fastighets AB. Bakom företaget stod de tre arkitekterna Stig Ancker, Bengt Gate och Sten Lindegren vilka hade förvärvat byggtomten av kommunens tomtbolag. Här planerade de tre kompanjonerna att rita och bygga något som inte styrdes av byggmästare eller entreprenörer efter enbart ekonomiska synpunkter. 
Radhusen blev inte identiska utan formgavs individuellt, dock är samtliga enplansbyggnader om cirka 125 m² boyta. Området upplevs som en enhet tack vare det konsekvent genomförda utförandet gestaltnings- och materialmässigt. Bengt Gate ritade hela kvarteret Toften (åtta hus), Sten Lindegren den södra delen av kvarteret Spanten (fem hus) och Stig Ancker den norra (fem hus). Efter deras upphovsmän kallas de även G-husen, L-husen och A-husen. De betecknas även som atriumhus trots att det endast är tre fasader som omger gårdarna som tillhör varje hus.
När ritningarna var upprättade tog man in anbud från olika byggentreprenörer. På grund av överhettad byggmarknad fick man bara ett anbud, vilket kom från John Mattson som fick kontraktet att bygga radhusområdet. 1964 stod anläggningen färdig. Varje husenhet är en egen fastighet som uppläts i ägandeform. Försäljningen sköttes via den kommunala bostadskön, men några hus fick byggherren, Trelag Fastighets AB, disponera på egen hand. Till ett av radhusen, Toftvägen 18, flyttade Stig Ancker med familj, huset hör till dem som ritades av honom. År 2021 ägdes det fortfarande av samma familj.

## Kulturhistoriskt värde
Enligt en bedömning av Lidingö stad från juni 2009 tillmäts radhusområdet vid Toftvägen ”särskilt kulturhistoriskt värde”. Motivering (utdrag):
| ” | Det är en lågmäld men distinkt utformad bebyggelse med atriumgårdarna som bildas genom de olika byggnadskropparnas förhållande till varandra. Detta som en elegant lösning på det problem som alltid finns med insynsskydd från grannar när det gäller radhus. Området är välbevarat och i princip oförändrat sedan det uppfördes i början på 1960-talet. Den konsekventa färgsättningen och materialvalen bidrar starkt till upplevelsen av området. Det intima gaturummet som bildas av växtligheten och förgårdarna binder ihop anläggningen och skänker området ett lugn… | „ |

### Bilder

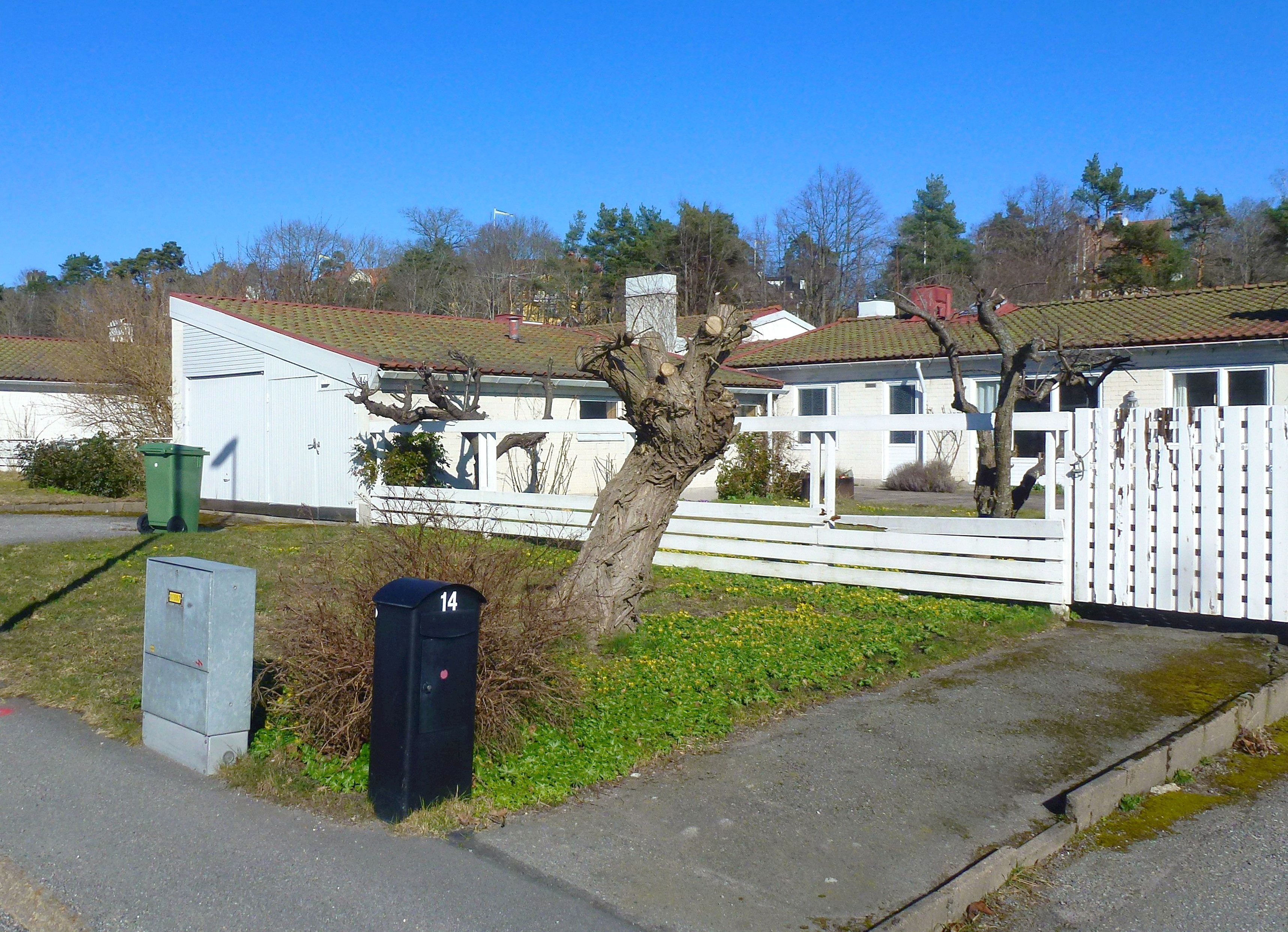
Toftvägen 14.
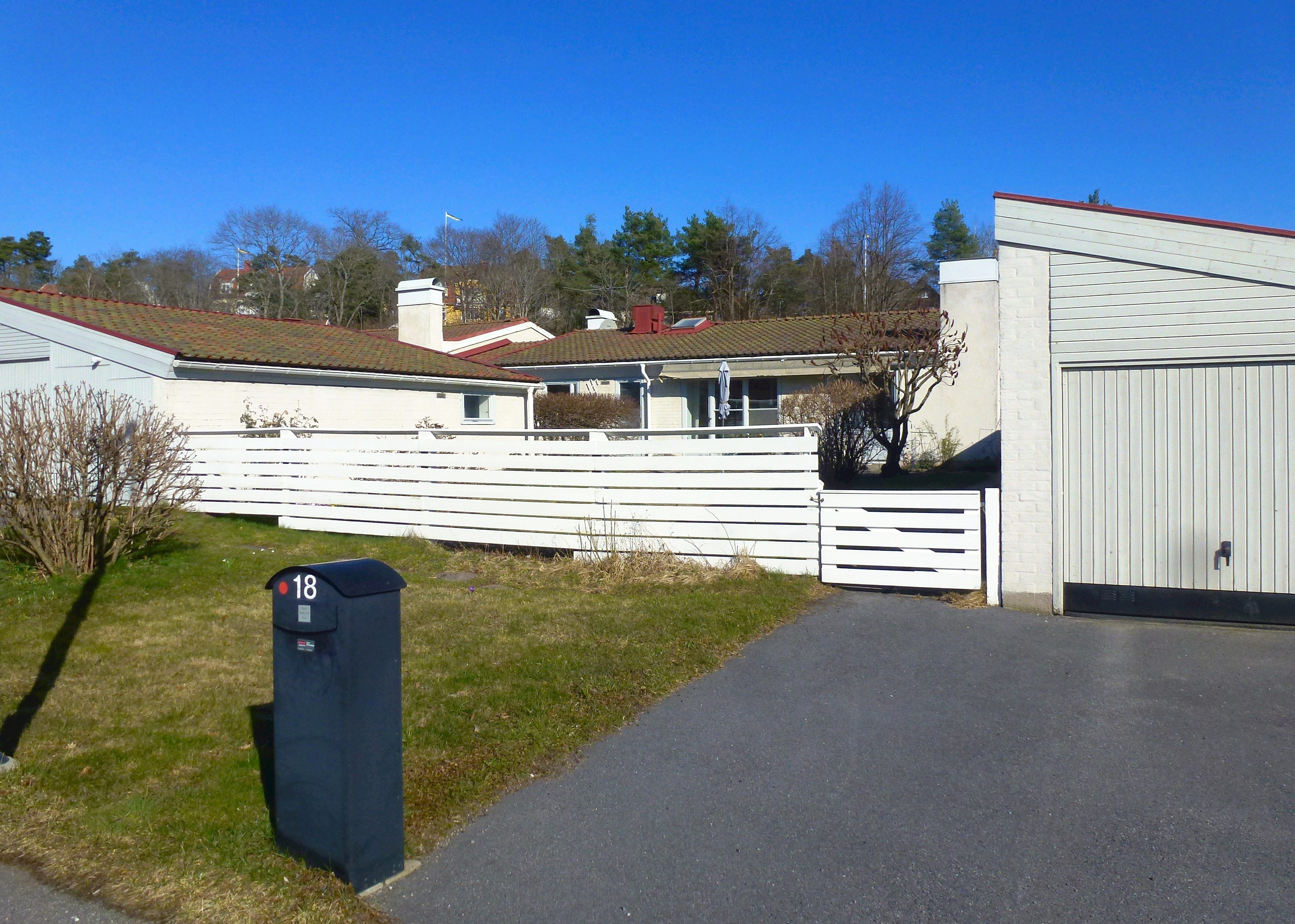
Toftvägen 18.
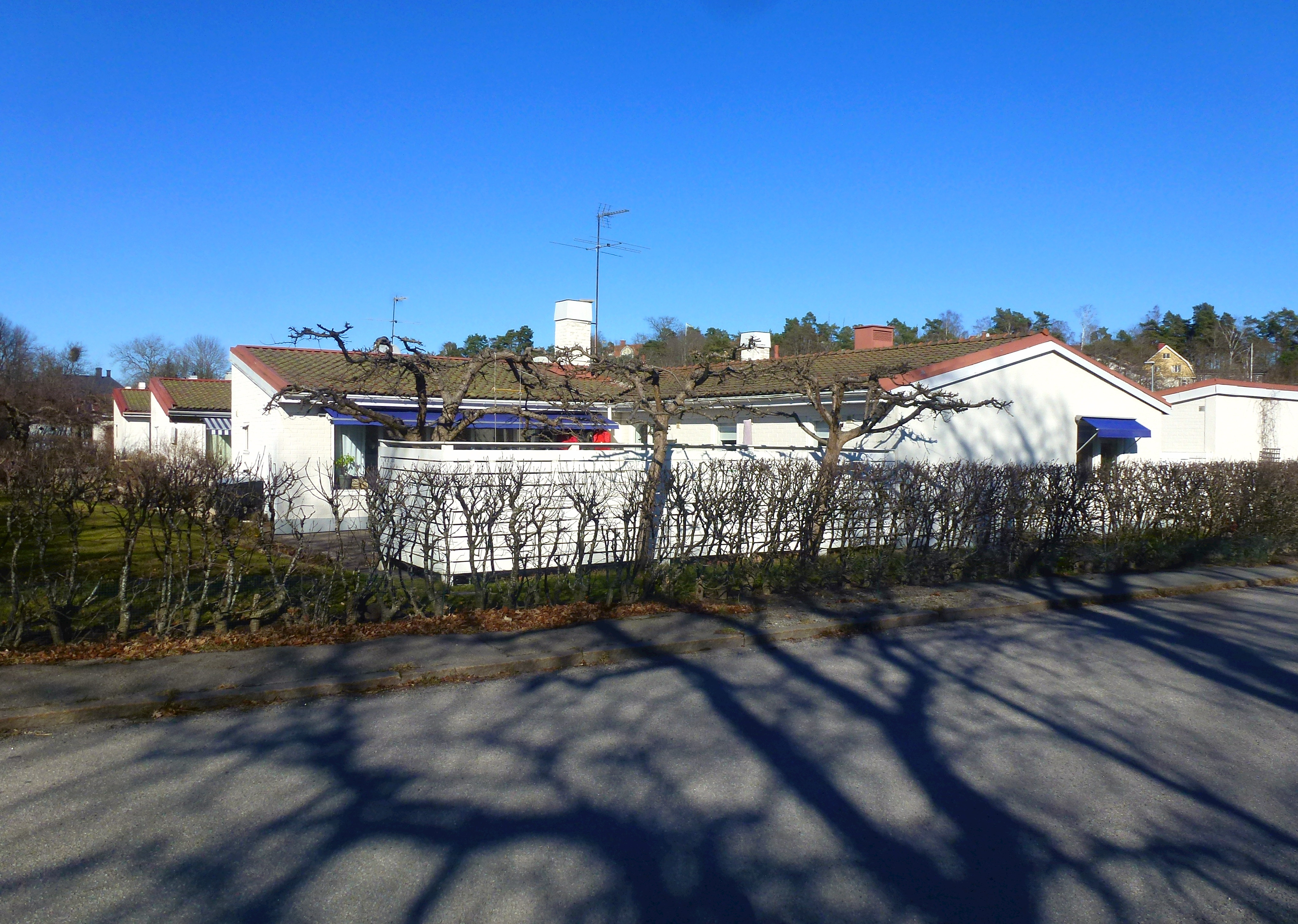
Toftvägen 1–5.
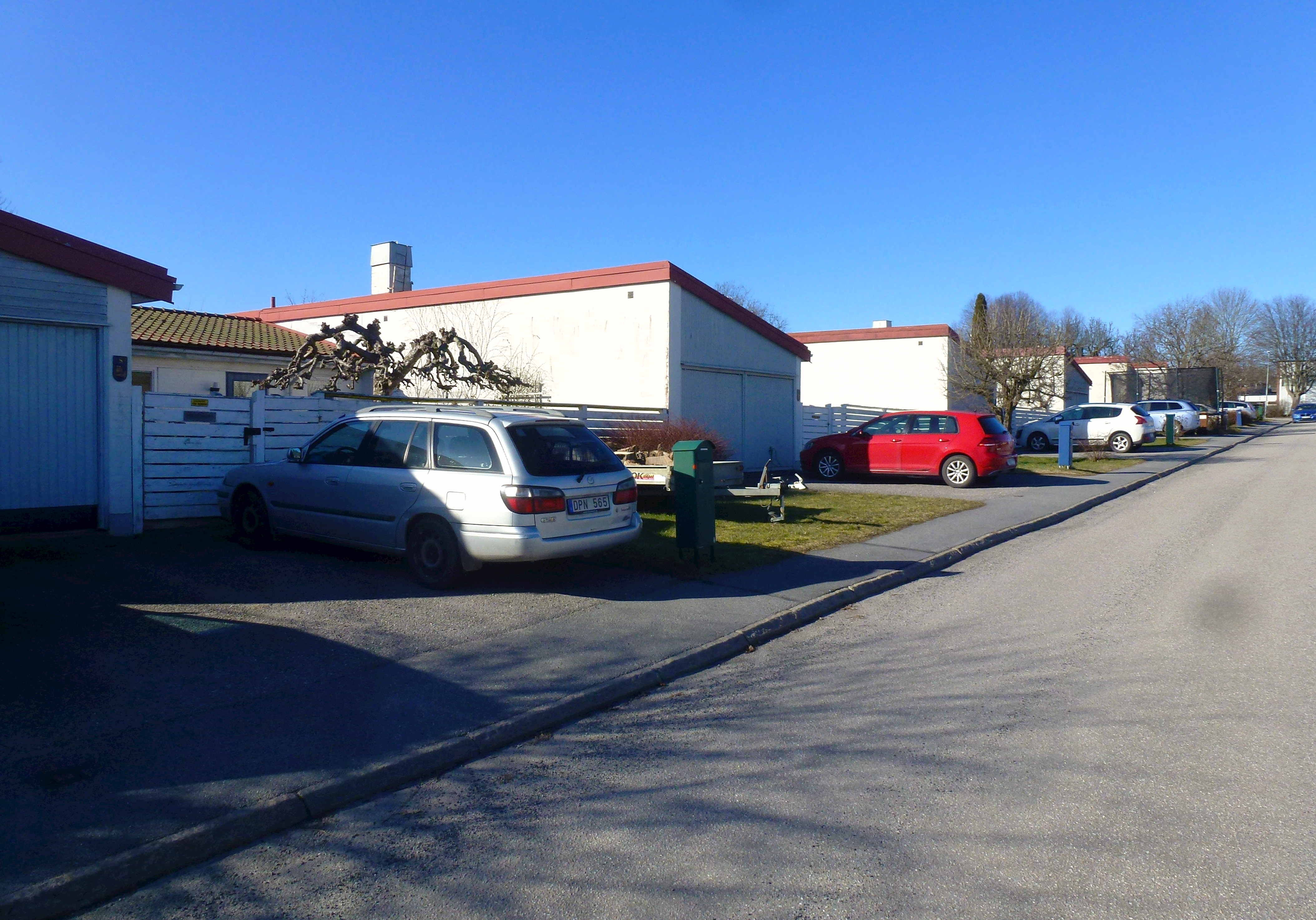
Toftvägen 7–15.